# 栃木県道188号大谷観音線

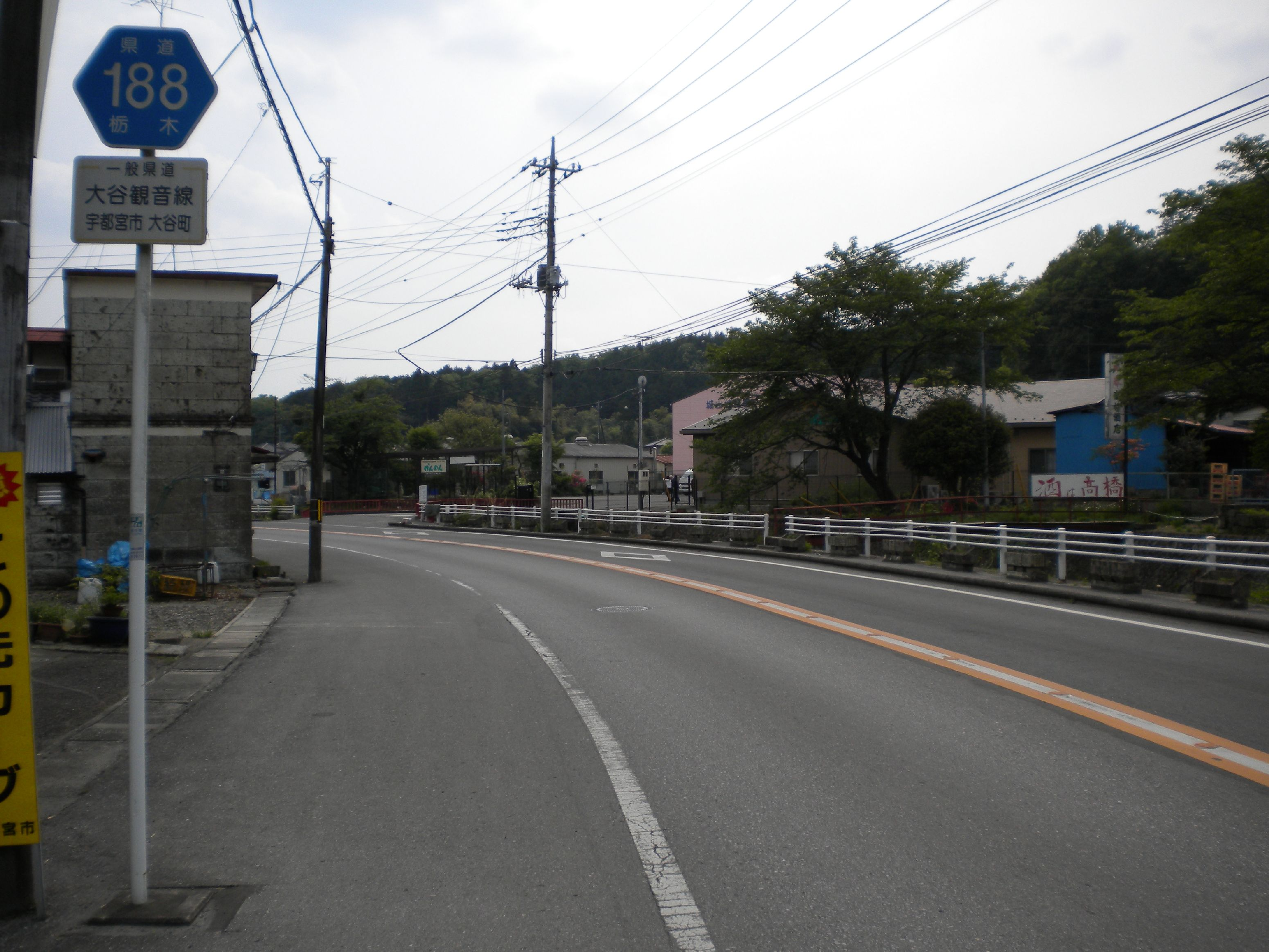
元観音堂前付近

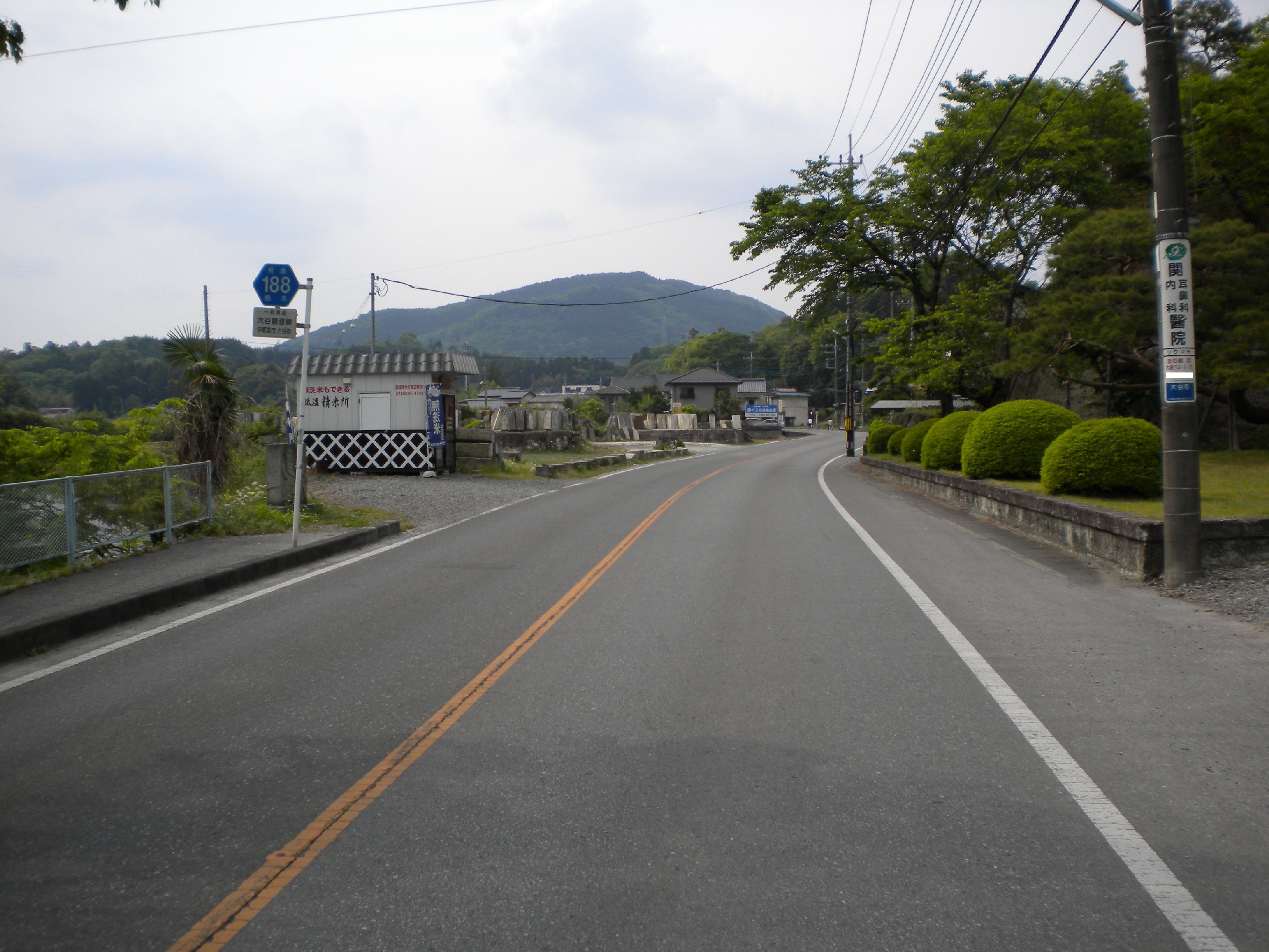
終点付近

栃木県道188号大谷観音線（とちぎけんどう188ごう おおやかんのんせん）は、栃木県宇都宮市を走る一般県道である。

## 概要
宇都宮市城山地区（旧城山村）の栃木県道70号宇都宮今市線分岐から「大谷観音」の名で知られる大谷磨崖仏方面を結ぶ路線。沿線には大谷石を扱う石材店が立ち並ぶほか、近年では大谷石を利用した石窯ピザ店、大谷観光周遊施設、物産館などを備えた複合施設といった観光客向けの施設が増えている。栃木県道70号宇都宮今市線大谷交差点以東と合わせ、「大谷街道」と称される。

## 路線データ
- 総延長：0.950km
- 起点：栃木県宇都宮市大谷町1170-1[1]（大谷観音）
- 終点：栃木県宇都宮市大谷町（大谷交差点 = 栃木県道70号宇都宮今市線交点）
- 認定：1961年（昭和36年）4月1日

## 歴史
- 1961年（昭和36年）4月1日 一般県道として認定
- 2023年（令和5年）12月26日 起点側を172.5m短縮、大谷寺駐車場付近が起点となる。[1]

## 別名
- 大谷街道